# Каменецкая улица (Хмельницкий)
Улица Каменецкая — одна из главных улиц города Хмельницкого (Украина). Является одной из важнейших магистралей областного центра и проходит от берегов Южного Буга до южной окраины города (микрорайон Ружическая). При протяжённости более 7 км Каменецкая является длиннейшей улицей города, её также считают самой старой в Хмельницком.

## История
Дорога, ведущая из Каменца на Волынь, пересекала Буг именно в районе Плоскирова. Часть Каменецкой дороги стала улицей поселения, а на месте её пересечения с рекой была насыпана плотина и построен мост. Уже на первом известном плане Проскурова (1800 год) улица Каменецкая чётко обозначен как одна из двух существующих магистралей города под названием «Почтовая дорога на Каменец». От второй половины XIX столетия улица уже фигурирует как Каменецкая. В советское время не прошла улица и волну переименований — с 1925 по 1991 год она носила имя красного командира М. Фрунзе. В 1991 году улице возвращено историческое название.

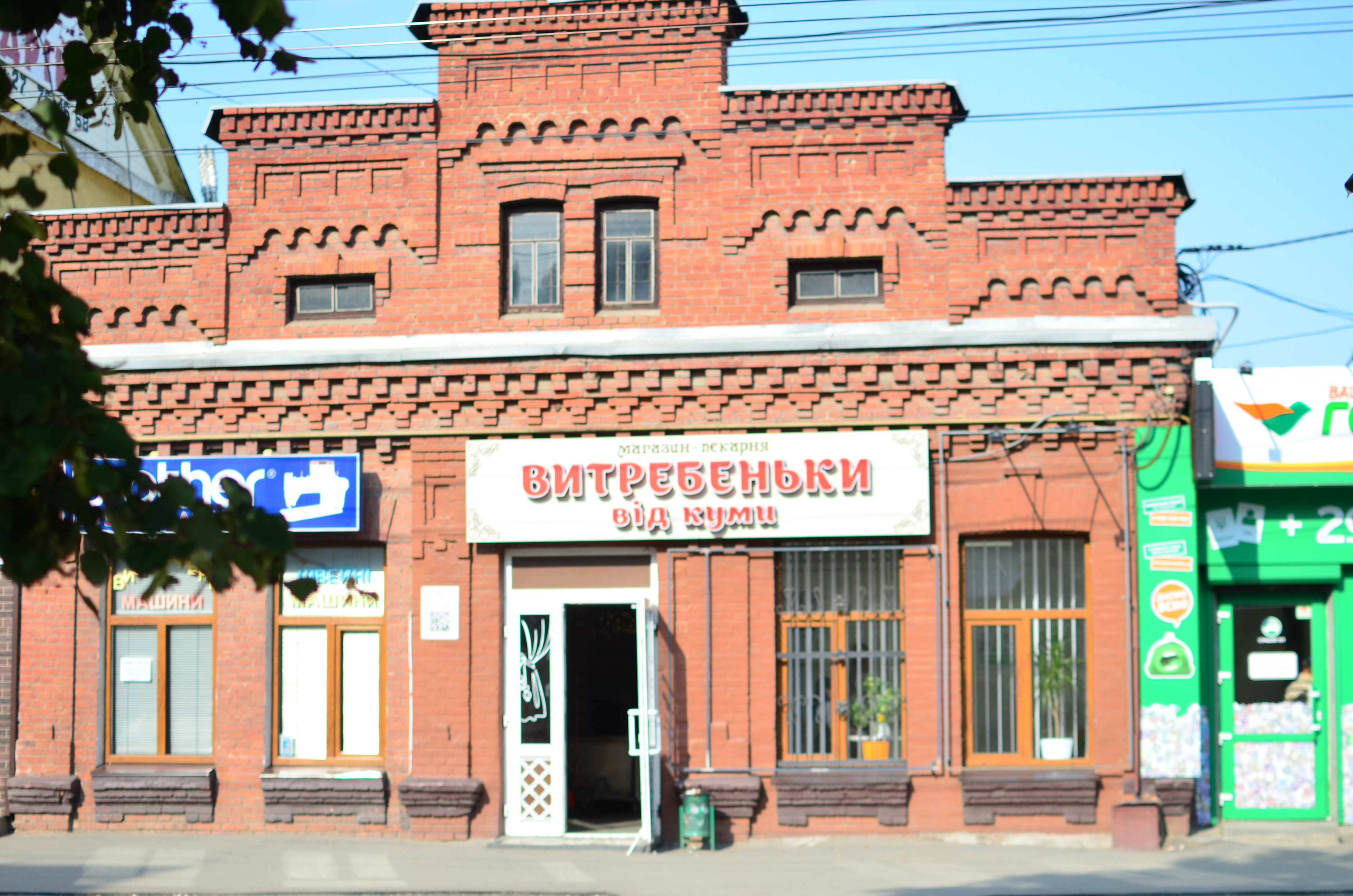
Каменецкая, 14

Ближе к реке, в районе перекрёстка Каменецкой и Староместской, где сейчас возвышаются корпуса кооперативного техникума и универмага «Юность», размещались еврейские кварталы с одноэтажной хаотической застройкой. Почти 300 лет назад среди этих домиков (приблизительно на месте техникума) выделялось деревянное сооружение постоялого двора. Путешественники, проезжавшие через Проскуров, останавливались здесь на ночь не потому, что этот двор был лучшим в городе — другого в то время не было. Среди людей, которым пришлось ночевать в постоялом доме, бывали и достопочтенные особы. Например, в августе в 1711 году здесь останавливался император Пётр I, а в ноябре 1769 года — командующий Первой русской армией фельдмаршал П. Румянцев. Недалеко отсюда, в домике, так же не сохранившемся до настоящего времени (на его месте — многоэтажка № 13), родился и провёл детские годы советский художник Г. Верейский.

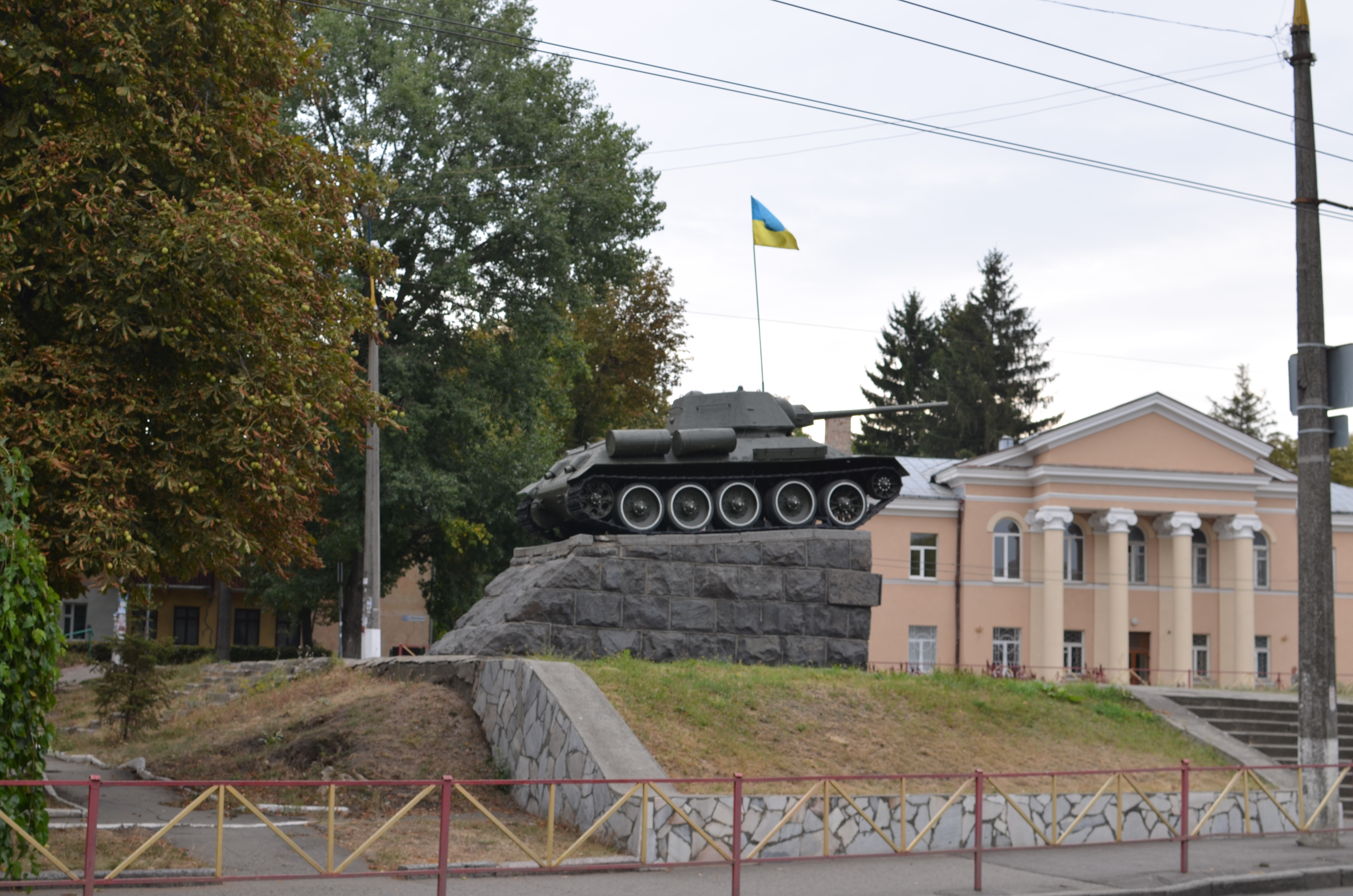
Памятник советскому танку Т-34

В 1960-х годах Каменецкую (тогда Фрунзе) полностью перестроили: на месте старых домов построили пятиэтажки, вместо брусчатки положили асфальт, вдоль тротуаров установили современные фонари. Одним из лучших уголков Каменецкой стала небольшая площадь на пересечении с ул. Гагарина, на которой находится памятник Богдану Хмельницкому и постройка областной филармонии. Во второй половине ХХ столетия на этом месте был огромный пустырь, носивший название — Конная площадь, где в ярмарочные дни продавали лошадей, телеги, брички. В начале XX века площадь постепенно застроили одноэтажными домами, однако в 1960 году их снесли и построили просторное помещение для театра им. Петровского. Когда в 1982 году театр переехал в новое помещение, в здании разместилась филармония.

## Историческая застройка улицы
- № 14 (жилой дом купца Эпштейна, кон. XIX век)
- № 16 (дом купцов Гринбергов, кон. XIX век);
- № 18 (дом купца Юарсука, кон. XIX век);
- № 41 («тюремный замок», нач. XIX в; здание табачной фабрики А.Шварцмана, 1889, ныне следственный изолятор № 29).

## Памятники
- Памятник-танк. В 1967 году на перекрёстке ул. Дзержинского и 25-го Октября (ныне — Свободы и Проскуровской) был открыт памятник-танк в честь воинских частей, которые освобождали город от фашистских захватчиков и получили звание Проскуровских. В конце 1980-х годов памятник-танк перенесён на перекрёсток ул. Каменецкой и Г. Сковороды.
- Памятник декабристу Дунцову-Выгодовскому. Расположен в микрорайоне Ружичная.

## Галерея

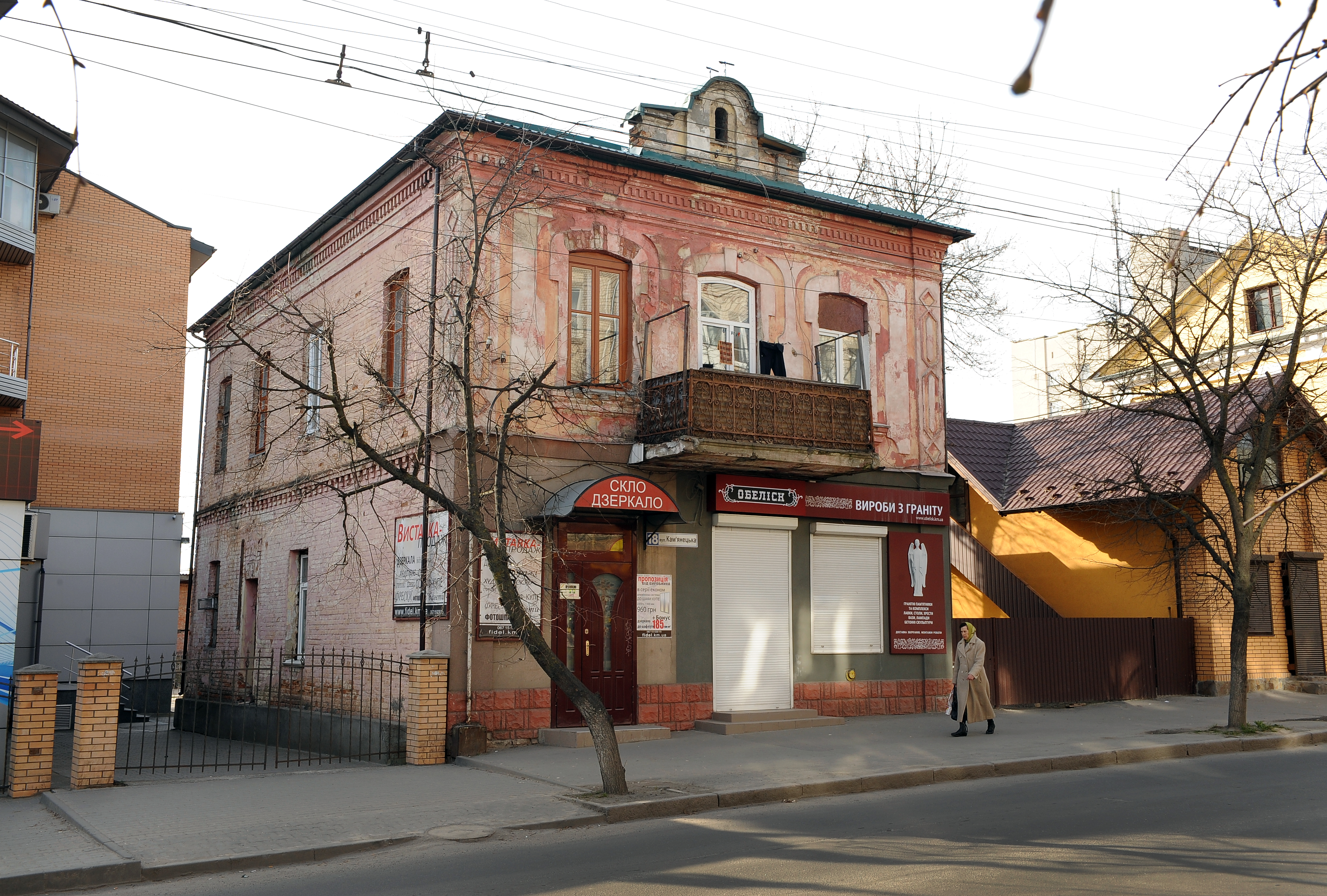
Дом на Каменецкой, 18
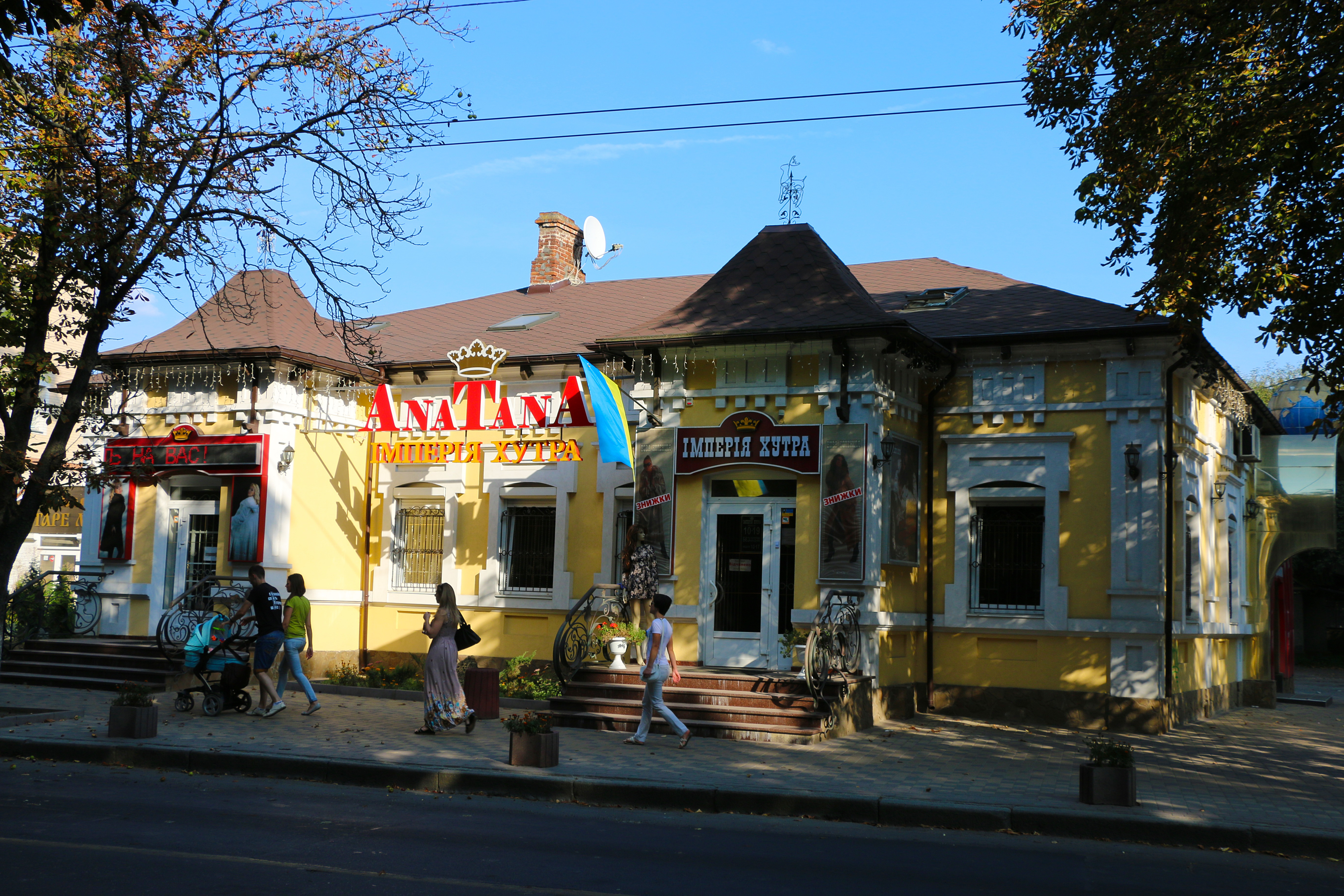
Дом на Каменецкой, 43
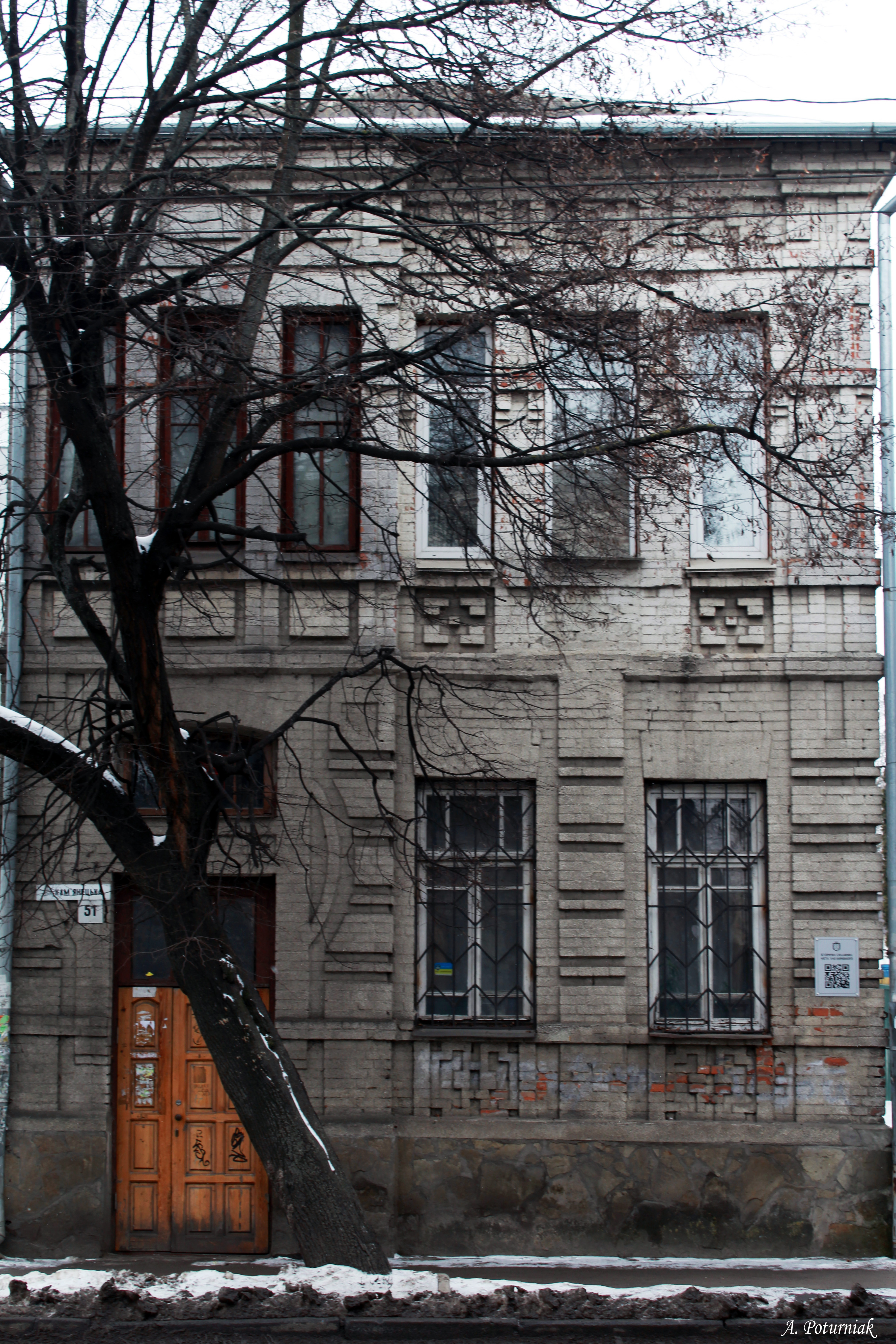
Дом на Каменецкой, 51
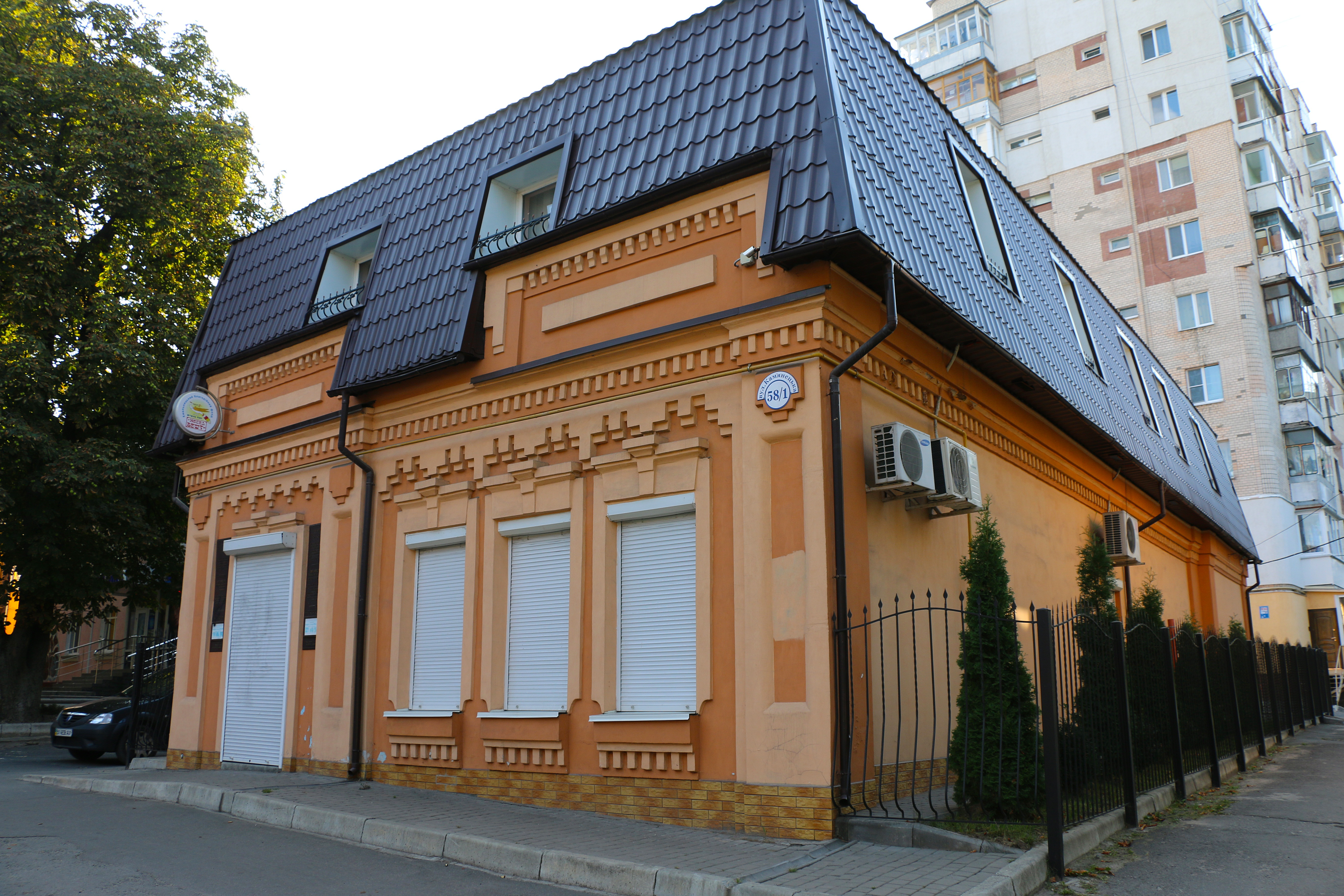
Дом, ул. Каменецкая 58
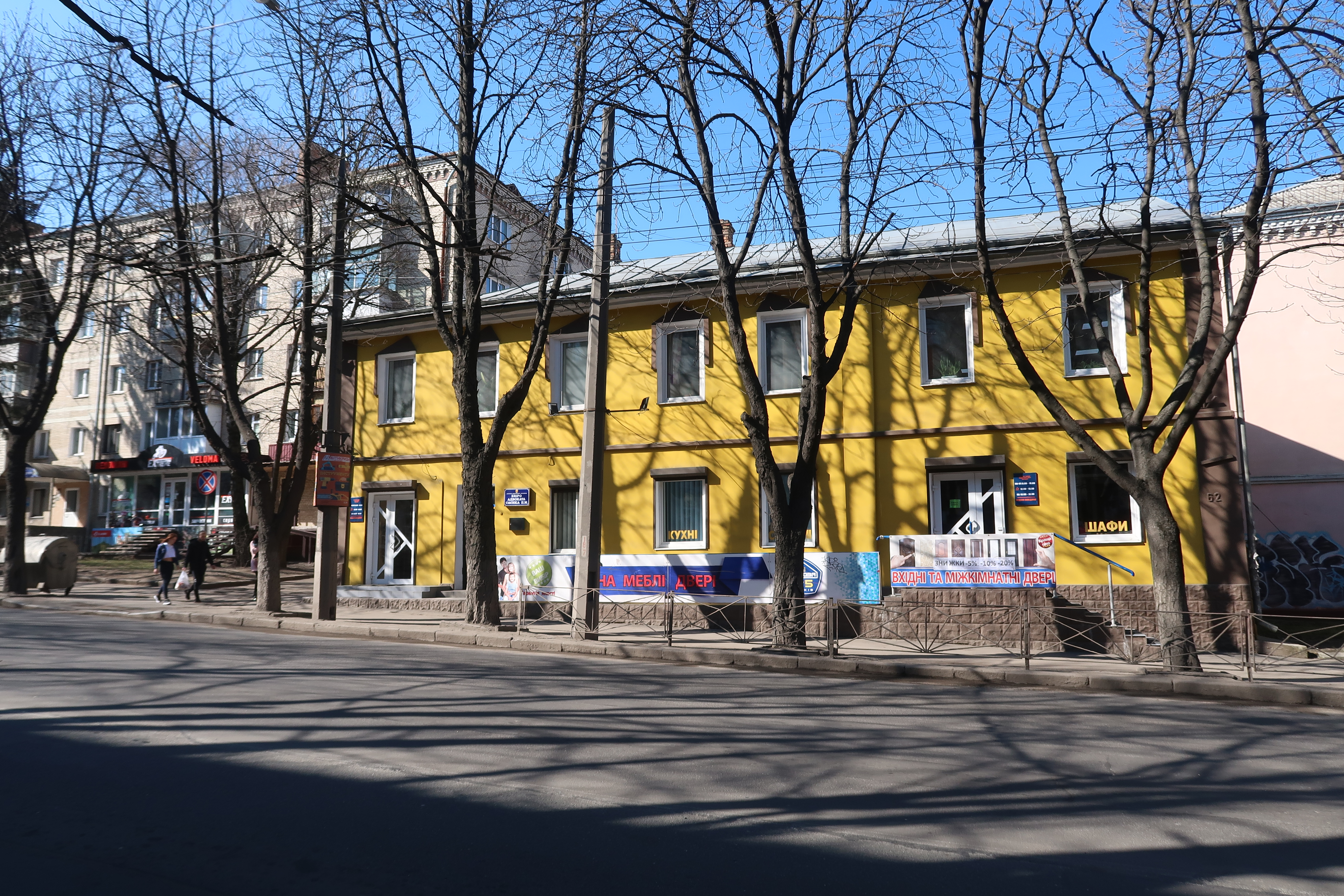
Дом по улице Каменецкой, 62
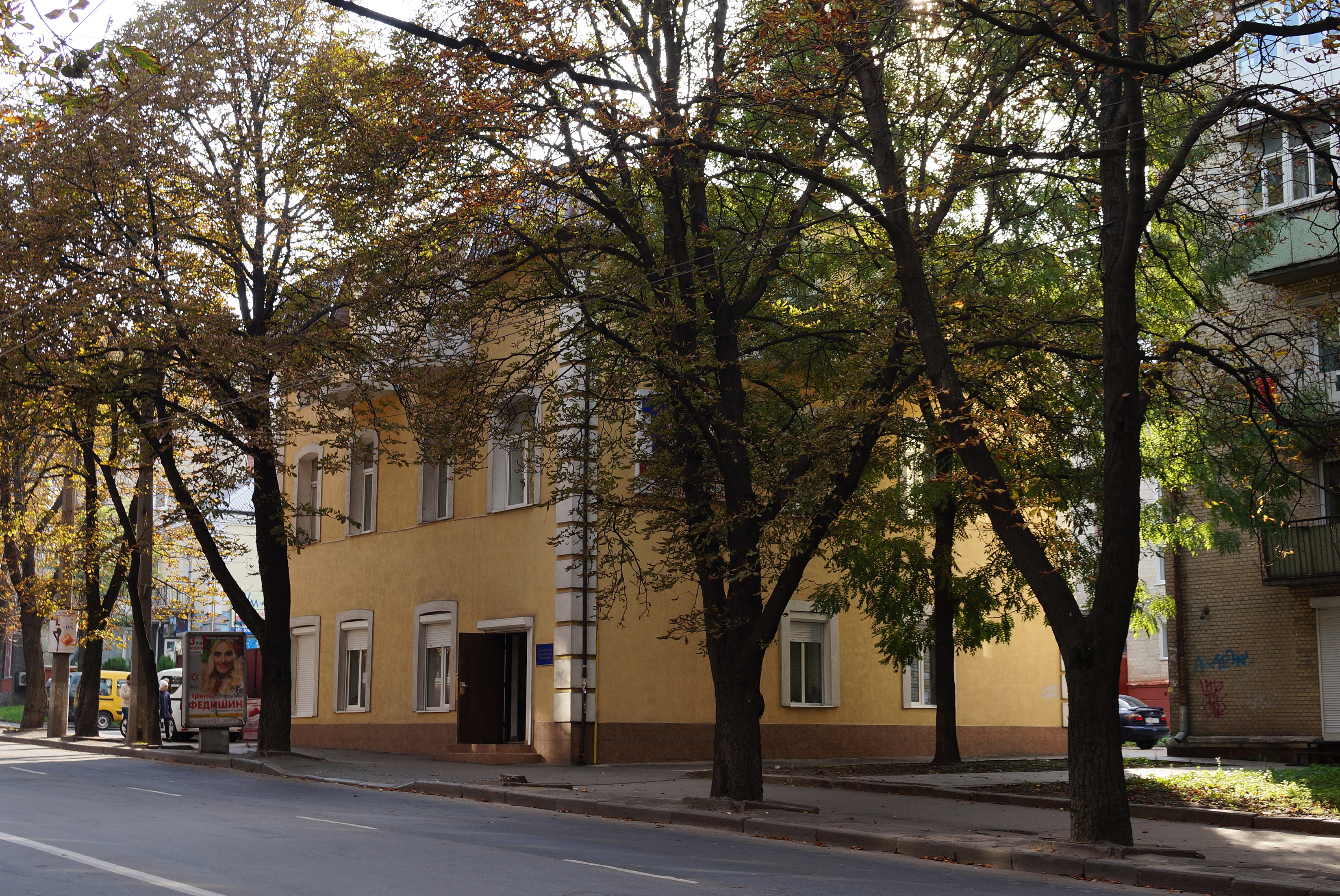
ул. Каменецкая, 66
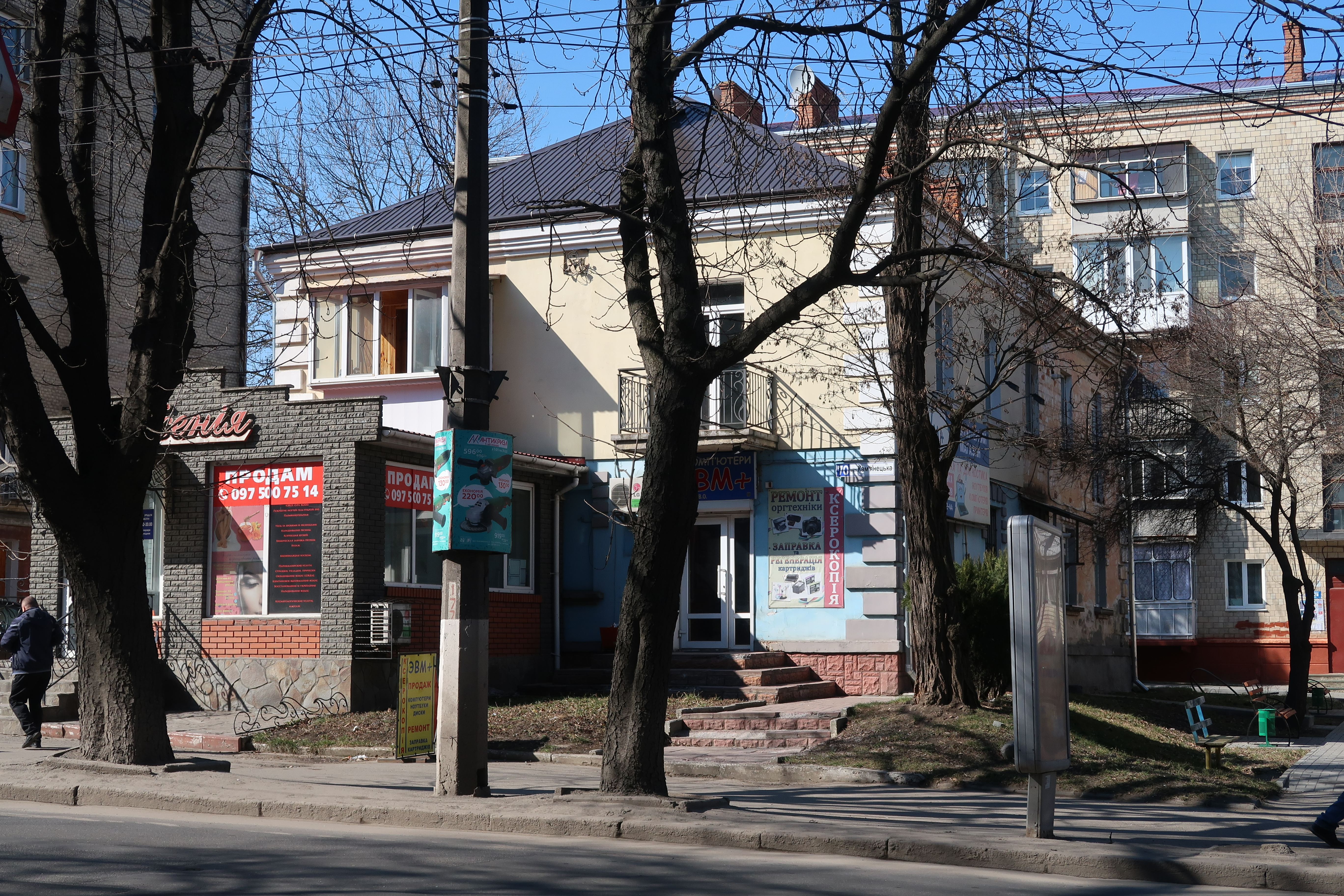
Дом по улице Каменецкой, 70
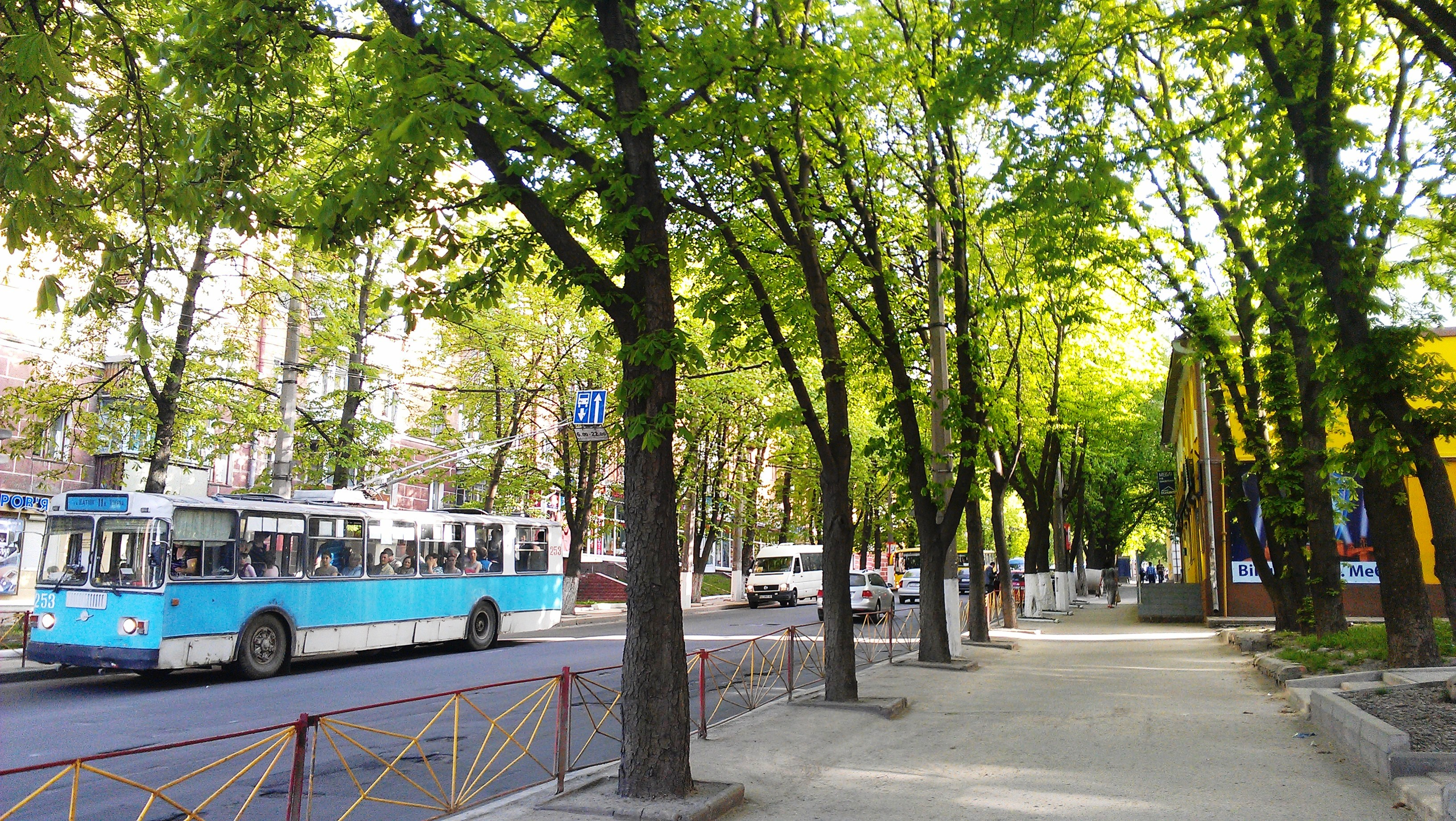
Улица Каменецкая в центре города